# Stephen Eustáquio
Stephen Antunes Eustáquio (ur. 21 grudnia 1996 w Leamington) – kanadyjski piłkarz portugalskiego pochodzenia grający na pozycji defensywnego pomocnika w klubie FC Porto oraz w reprezentacji Kanady.

## Kariera klubowa
Eustáquio jest wychowankiem klubu Nazarenos. Tam rozpoczynał swoją zarówno juniorską, jak i seniorską karierę. Następnie występował w wielu portugalskich drużynach (głównie z niższych lig). Grał w: SCU Torreense, Leixões SC czy GD Chaves. W 2019 roku przeniósł się do meksykańskiego Cruz Azul. Z klubu został wypożyczony do Paços de Ferreira. W Primeira Liga zadebiutował 11 stycznia 2020 przeciwko Portimonense SC. W 2021 roku został piłkarzem tej drużyny na stałe. W styczniu 2022 został wypożyczony do FC Porto.

## Kariera reprezentacyjna
Eustáquio występował w reprezentacji Portugalii U-21. Potem zdecydował się na reprezentowanie Kanady. W kadrze zadebiutował 15 listopada 2019 w meczu ze Stanami Zjednoczonymi. Został powołany na Złoty Puchar CONCACAF 2021. Tam zdobył swoją pierwszą bramkę dla reprezentacji przeciwko Martynice. Turniej zakończył z dorobkiem trzech goli.